# Jan Kawulok (narciarz)

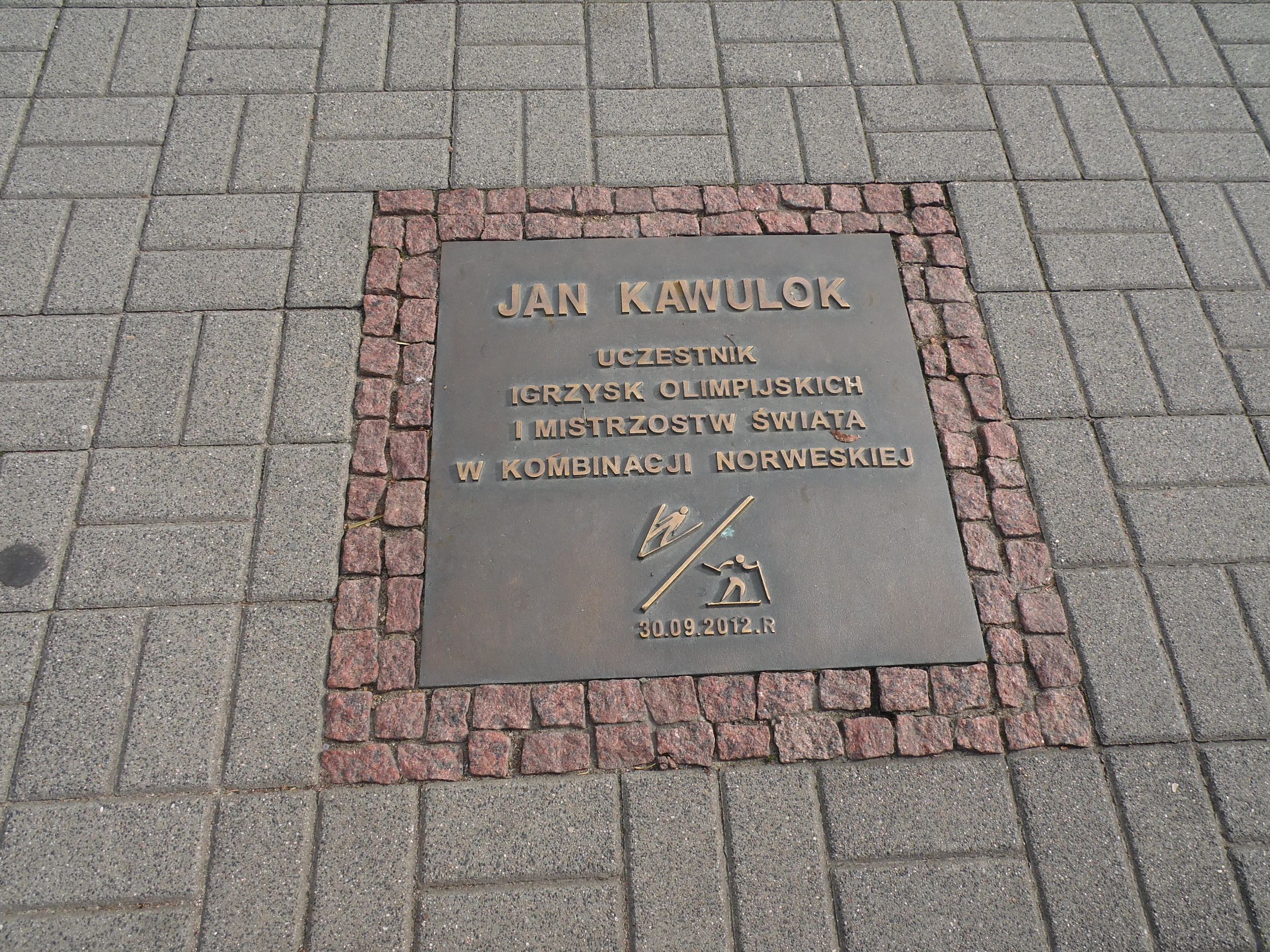
Tablica w Alei Gwiazd Sportu w Wiśle

Jan Kawulok (ur. 27 stycznia 1946 w Wiśle, zm. 23 listopada 2021) – polski narciarz, kombinator norweski, skoczek narciarski, olimpijczyk.

## Przebieg kariery
W sezonie 1963/1964 został uznany przez Polski Związek Narciarski najlepszym juniorem MP. Wygrał wówczas mistrzostwa kraju w skokach i w kombinacji, wicemistrzostwa w skokach i w sztafecie, a także brązowy medal w biegu otwartym grupy B.
Kawulok startował w kombinacji norweskiej na zimowych igrzyskach olimpijskich w 1968 w Grenoble, gdzie zajął 20. miejsce. Uczestniczył także w mistrzostwach świata w 1970 w Wysokich Tatrach, gdzie był 17.
Dwukrotnie zdobył mistrzostwo Polski – jako skoczek w 1971 na skoczni normalnej i jako biegacz w sztafecie 4 × 10 km w 1972. W 1968 zdobył brąz w skokach, a w 1969 i w 1971 – w kombinacji.
W sezonie 1978/1979 występował w sekcji piłki nożnej klubu KS Wisła, która rozgrywała wówczas swoje mecze w B-klasie.

## Po zakończeniu kariery
Kawulok był trenerem młodych skoczków w Wiśle. Jego wychowankami byli m.in. Jan Szturc, Jan Łoniewski i Andrzej Kamiński.
30 września 2012 w wiślańskiej Alei Gwiazd Sportu odsłonięto tablicę poświęconą Kawulokowi.

## Osiągnięcia

### Igrzyska olimpijskie
| 1968 Grenoble | – | 20. miejsce |

#### Starty J. Kawuloka naigrzyskach olimpijskich– szczegółowo
| Miejsce | Dzień     | Rok  | Miejscowość | Dyscyplina/konkurencja           | Wynik       | Strata     | Zwycięzca    |
| ------- | --------- | ---- | ----------- | -------------------------------- | ----------- | ---------- | ------------ |
| 20.     | 11 lutego | 1968 | Grenoble    | kombinacja norweska skoki + bieg | 387,91 pkt. | 61,13 pkt. | Franz Keller |

### Mistrzostwa świata w narciarstwie klasycznym
| 1970 Wysokie Tatry | – | 17. miejsce |